# Писаренко, Александр Семёнович
Александр Семёнович Писаренко (1842 — не ранее 1905) — русский военный деятель, генерал-лейтенант.

## Биография
В 1859 году окончил Орловский Бахтина кадетский корпус. В  1860 году после окончания Константиновского военного училища произведён  подпоручики выпущен был в Белостокский 50-й пехотный полк. В 1865 году произведён в  Штабс-капитаны.
В 1870 году закончил Николаевская академия генерального штаба по 2-му разряду с назначением командиром батальона. С 1871 года старший адъютант штаба 10-й пехотной дивизии и с 1872 года 3-й гренадёрской дивизии. В 1873 году присвоено звание капитан.  С 1874 года офицер для поручений при штабе Варшавского военного округа. В  1876 году присвоено звание подполковника с назначением штаб-офицером для поручений при командующем войсками Семипалатинской области.
С 1878 года старший адъютант штаба Западно-Сибирского военного округа. В 1879 году произведён в полковники и назначен начальником штаба войск Акмолинской области.
С 1883 года начальник штаба 29-й пехотной дивизии. С 1889 года командир 21-го пехотного Муромского полка. С 1894 года произведён в генерал-майоры с назначением  помощником начальником штаба Туркестанского военного округа.
С 1899 года назначался начальником штаба 2-го Кавказского армейского корпуса и командиром 56-й пехотной резервной бригады. С 1902 года произведён в генерал-лейтенанты с назначением командиром 32-й пехотной дивизии. В отставке с 1905 года.

## Награды
- Орден Святого Станислава 3-й степени (1875 год);
- Орден Святой Анны 3-й степени  (1879 год);
- Орден Святого Станислава 2-й степени (1882 год);
- Орден Святой Анны 2-й степени  (1885 год);
- Орден Святого Владимира 4-й степени (1889 год);
- Орден Святого Владимира 3-й степени (1893 год);
- Орден Святого Станислава 1-й степени (1896 год);
- Орден Святой Анны 1-й степени (1901 год).

Иностранные: 
- Орден Благородной Бухары (1895 год)